# Ellen de Thouars

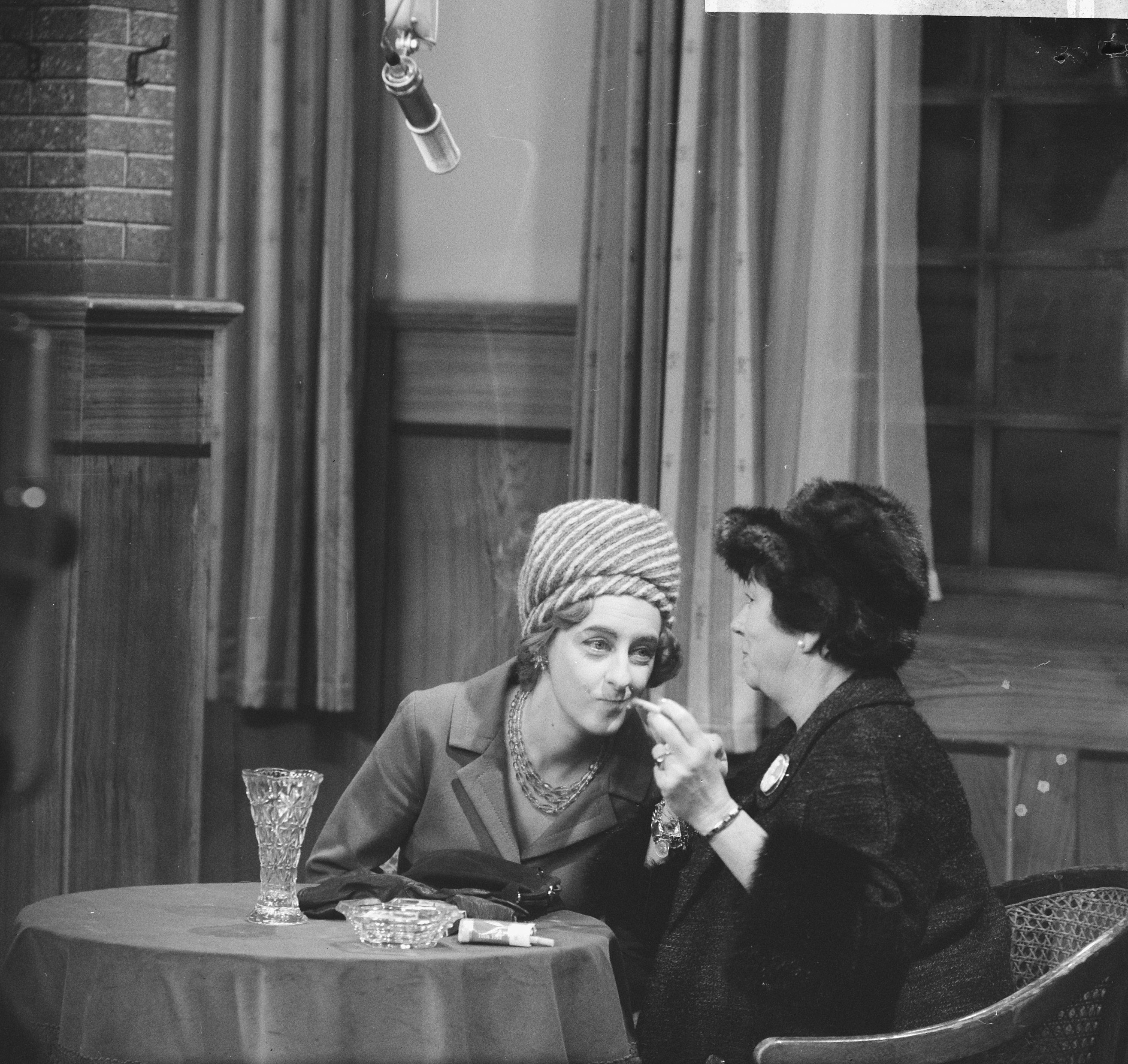
Ellen de Thouars (rechts) en Carla de Raet in "Het vijfde slachtoffer" (tv-stuk)

Ellen de Thouars (Drachten, 11 april 1915 – Amsterdam, 14 juli 1997) was een Nederlands actrice.
De Thouars doorliep de HBS en ging daarna naar een kostschool in Zwitserland. Ze werd vooral bekend met haar karakterrollen in producties tussen 1941 en 1969 bij verschillende toneelgroepen. Daarnaast speelde ze ook in televisieseries. Zo had ze in de jaren 70 een bijrol in Swiebertje (als de Barones), speelde ze tussen 1974 en 1976 in Kunt u mij de weg naar Hamelen vertellen, mijnheer? (als heks Ludmilla van de Eiken) en in 1984 speelde ze in de serie Opzoek naar Yolanda de rol van mevrouw G.H. Razendijk-Klepjes. Daarnaast acteerde ze ook in speelfilms zoals in 1979 in de Nederlandse speelfilm Een pak slaag van Bert Haanstra en in 1980 in Spetters van Paul Verhoeven.
Op 20 februari 1951 trad ze in het huwelijk met de acteur Ko van Dijk. Het huwelijk werd in 1955 ontbonden door echtscheiding.